# Cristo de Esquipulas de Antón

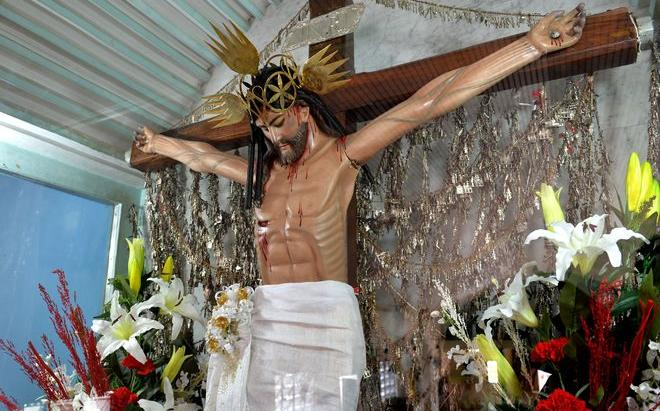
Santo Cristo de Esquipulas de Antón

La venerada imagen del Santo Cristo de Esquipulas de Antón, cuya imagen atribuida anónima entre finales del siglo XVII y principios del siglo XVIII, radica en el distrito de Antón, provincia de Coclé, República de Panamá.

## Historia
El historiador Gaspar Rosas Quirós dice que cuando se construyó el Templo Mayor de la iglesia de Antón, a mediados del siglo XVIII, todavía no se hacía mención del Cristo de Esquipulas, que luego gozará de gran veneración en la comunidad. Por su parte, Agustín Jaén Arosemena sostiene que fue Monseñor Sebastián de Aguilera quien organizó las fiestas patronales del Santo Cristo de Esquipulas en 1867. Sin embargo, la pregunta es ¿cuándo y cómo llegó esta imagen a esta humilde población? Para Rosas Quirós, ella vino de la región guatemalteca de Esquipulas, de donde es oriundo el Cristo Negro, tallado por el portugués Quirio Cataño en 1594. Este Cristo, que apareció en Antón, lo habría confeccionado el propio Cataño. Hay otra versión de Rafael Isaza Vieto, quien sostiene que la imagen la trajo el cura Marcelino Vega Vissueti desde España, a inicios de la cuarta década del siglo XIX.
Según Ricardo Escobar Herrera, la imagen del Santo Cristo de Esquipulas de Antón pudo haber sido confeccionada por Quirio Cataño o por algún estudiante de los talleres fundados por este escultor europeo radicado en Guatemala, ya que la imagen del Cristo de Esquipulas de Guatemala fue contratada en 1595, mientras que de la imagen de Antón hay evidencia de sus existencia y de sus milagros a inicios del siglo XIX. Lo cierto es que según Ricardo Escobar Herrera, esta imagen de Antón que tiene probablemente más de 200 años, es una obra de arte que goza de una perfecta proporción lograda por un escultor maestro que dominaba la anatomía humana, en la que se pueden observar los músculos sin resaltarlos demasiado, las venas y los huesos de su caja torácica. La escultura es un Cristo que ha fallecido, a diferencia del de Guatemala que aún está en agonía, ambas tienen brazos plegables, por lo que puede colocarse en un sepulcro para la procesión de Semana Santa. Según le informó el maestro restaurador de la imagen de Antón el señor Victor Salazar, la imagen está hecha de madera, las bisagras originales que pliegan los brazos eran de plata y la cruz era desarmable de forma hexagonal. Estos rasgos son similares a los de la imagen del Cristo Yacente de la Parroquia de San José Catedral, la cual se le atribuye a Quirio Cataño también.

## Leyenda
Existen dos versiones sobre la procedencia de la prodigiosa imagen del Señor de Esquipulas de Antón de las cuales tomamos a continuación las siguientes:

### Un misterioso hombre...
Además de las dos versiones reseñadas, hay interpretaciones, que han adquirido la categoría de leyendas. Una de ellas es la que contaba el profesor Armando Del Rosario, quien afirmaba que ante la necesidad de un Cristo para la Ermita de Antón, llega al lugar un hombre ‘patriarca y misterioso’, quien se ofreció a esculpir en madera fina al Cristo crucificado. El profesor Del Rosario afirma que el hombre tomó una casa como taller, se encerró por varios días, durante los cuales nadie supo de él. Le ofrecían comida por una ventana y nada más se escuchaba el ruido que producía al hacer su trabajo. Cuando al cabo de un tiempo, todo quedó en calma, las personas curiosas abrieron la puerta, entraron y se percataron de que el misterioso hombre no estaba, que la comida que le brindaban, no la había consumido, pero había dejado una imagen del Cristo en madera. Esta versión del profesor Del Rosario es confirmada por Rosas Quirós. (Coclé de Natá, pág. 298).

### La caja en la mar...

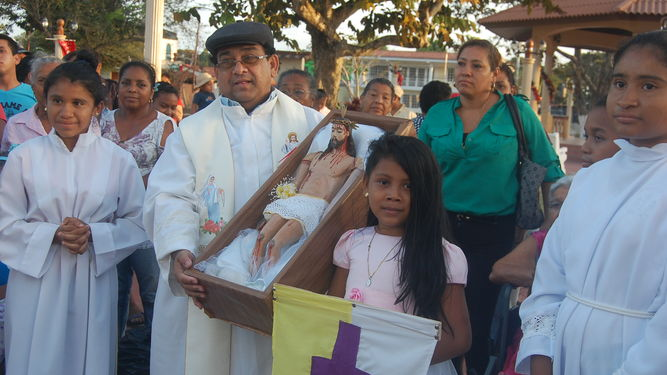
El Padre Esau Estrada en compañía de los peregrinos de la comunidad de los Pantanos.

Otra versión dice que unos pescadores la rescataron de la playa de los Azules, camino a Los Pantanos. Estos la recogieron, venía en una caja de tabla con la inscripción: ‘Cristo de Esquipulas’. La trajeron al pueblo, donde se quedó para siempre. El señor Rosas Quirós dice que también ‘está el relato de que el cura Marcelino Vega Vissueti, al llegar a las playas de Antón, desembarcó con el Cristo, disponiendo dejarlo en las arenas del puerto. En la Revista Lotería de enero-febrero de 1990 aparece un trabajo de Luz O. Ávila, que ubica la llegada de la imagen durante la Época Colonial, cuando, según la leyenda, un barco naufragó, pero la caja que la contenía llegó flotando hasta las costas de Antón. Ésta tenía una inscripción que decía: ‘Santo Cristo de Esquipulas’ (Guatemala). Se pensó en devolverlo, pero ya los moradores del lugar habían hecho una cruz y decidieron quedarse con él. Según Adelaida García, moradora de Los Pantanos, ‘desde el año 2006, se rememora esa leyenda y cada 5 de enero, se hace una dramatización de ese supuesto hecho. En la tarde, muchos feligreses trasladan una réplica del Cristo, desde Los Pantanos, hasta la iglesia de Antón. Los primeros años lo llevaban en una caja, luego en una pequeña canoa y finalmente en la cruz’. Este hecho marca el inicio de las festividades del 15 de enero.

## Fiesta

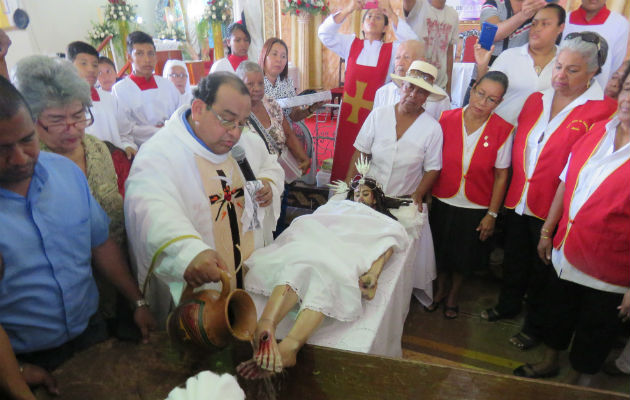
El Padre Esau Estrada lavandole los pies al Santo Cristo de Esquipulas, rodeado de la Hermandad de Hermanos del Cristo, como es tradición el 6 de enero de cada año.

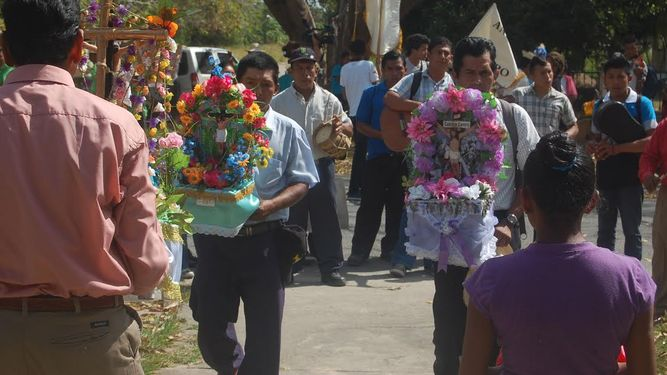
Llegada de los Esquipulistas al Ciruelito de Antón

Cualquiera que sea la forma en que llegó el Cristo de Esquipulas a Antón, lo cierto es que, desde su llegada, se ha convertido en el Santo más venerado, tanto por los moradores como por muchas personas, tanto nacionales como extranjeras, que lo admiran por los milagros, que dicen ellos, les ha concedido. Reflejo de esos testimonios son las innumerables y diminutas figuritas de plata y oro en formas de pies o manos, los llamados milagros que adornan la imagen del Cristo.
El 15 de enero de cada año, Antón celebra la fiesta del milagroso Cristo de Esquipulas.
A esta procesión de El Cristo, asisten miles de personas, entre ellas, muchos varones, quienes llevan a sus hijos e hijas a caminar la procesión, o a cargar la imagen durante la misma. Este detalle permite que la tradición se mantenga: los padres llevan a sus hijos desde pequeños a las novenas y a la procesión. Luego los hijos, cuando tienen a los suyos, también los llevan.
Esta es una transmisión de la fe, de veneración al Cristo de padres a hijos, generación tras generación. La ocasión es aprovechada por miles de devotos para rendirle tributo a Cristo, renovar su fe en Dios, para estar con la familia, para que los padres y madres caminen la procesión con sus hijos, para encontrarse con viejos amigos (as) y juntos, rendirle tributo al Santo Cristo.
- Inicios de las Fiestas Religiosas: Cada año las fiestas en torno a la portentosa talla del Crucificado antonero, inician desde el domingo de la Solemnidad de Cristo Rey del Universo, cuya fiesta es el penúltimo o último domingo de noviembre dependiendo del ciclo litúrgico que disponga la celebración del Año Litúrgico Católico con la Santa Misa de envió de los Esquipulistas en su peregrinar a las diferentes comunidades donde vallan a misionar.

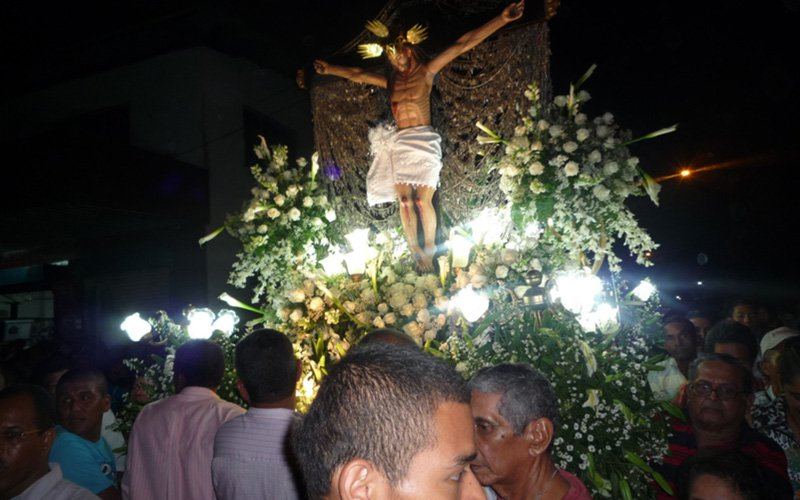
Procesión del Santo Cristo de Esquipulas en 2014

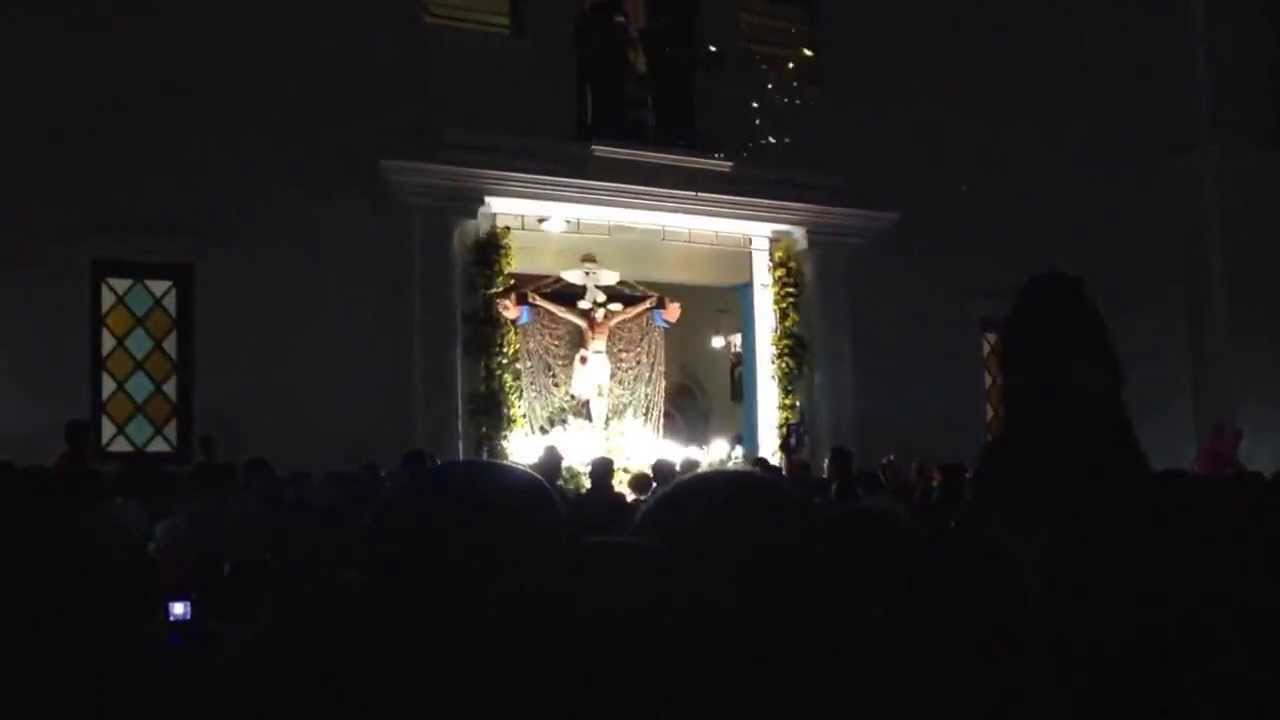
Entrada del Santo Cristo de Esquipulas

- Novenas: las novenas dan inicio desde el 5 de enero con una peregrinación desde la Comunidad de los Pantanos donde se hace la remembranza del hallazgo de la imagen del Cristo en la Playa de Los Azules. El día 6 de enero a las 12:00 mediodía se tiene una Solemne Eucaristía donde se le lavan los pies a la imagen, se le cambia el paño de pureza, al igual que la cabellera y la corona para sus Novenas. Por la tarde se inician las Novenas con el rezo del Santo Rosario, la Eucaristía y despliegue de fuegos artificiales acompañados cada noche de un acto cultural.
- 14 de enero: en este día, llegan las pequeñas réplicas del Cristo de Esquipulas conocidas como los Santitos o Esquipulistas antes de la Novena. Para ello se realiza una peregrinación desde la comunidad del Ciruelito de Antón hasta el Santuario. Por la tarde se realiza la Novena y se canta la Salve. Tras ella se da inicio al descendimiento del Cristo de su camarín para prepararlo para el día de su fiesta. En este día se realiza la Vigilia del Cristo mientras decoran con hermosas flores su paso procesional. Durante toda la noche y la Madrugada de este día empiezan a llegar peregrinaciones desde diversos puntos de la región como lo es Penonomé, Río Hato inclusive desde San Carlos.
- 15 de enero: día de fiesta en Antón. Por la mañana se tiene la serenata típica antonera en honor del "Cachimbón". Al ritmo del tambor y el almirez se tiene una Misa Típica. A las 10:00am es la Santa Misa de la Solemnidad, donde participa todo el clero de la diócesis en unión con el Señor Obispo. Durante todo el día se atienden a los Peregrinos llegados desde los campos y de diversos puntos del mundo. Misas durante todo el día y el recibimiento del pueblo antonero que con tanto cariño reciben a los foráneos. Por la noche se tiene la multitudinaria procesión donde en los últimos años ha llegado a cifras de los más de 500,000 personas.

## Templo

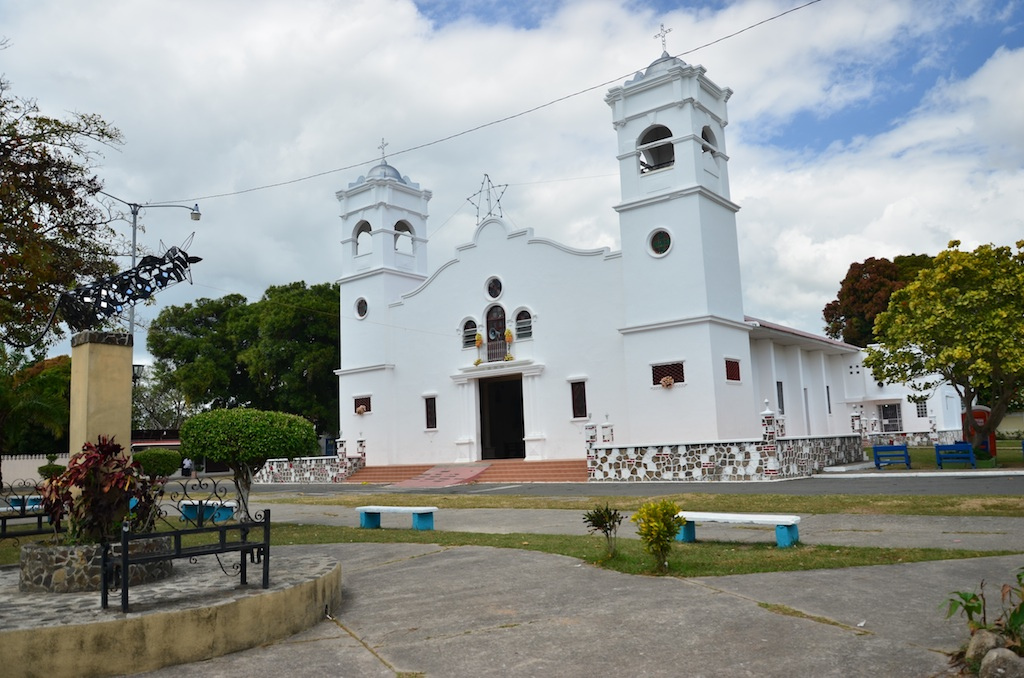
Parroquia San Juan Bautista de Antón hogar del Milagroso Cristo de Esquipulas de Antón

El hogar del Santo Cristo de Esquipulas de Antón, es la Parroquia San Juan Bautista. Declarada Santuario Internacional en el Año Santo 2000 y Basílica Menor en 2010
El hogar del Santo Cristo de Esquipulas de Antón, es la Parroquia San Juan Bautista. Declarada Santuario Internacional en el Año Santo 2000.